# 阿比·达尔肯珀
阿比·达尔肯珀（英語：Abby Dahlkemper，1993年5月13日—），美国女子足球运动员。她曾代表美国国家队参加2020年夏季奥林匹克运动会足球比赛，获得一枚铜牌。她也曾参加2019年世界杯女子足球赛。